# Elena Săcălici
Elena Săcălici, später Petroșanu, (* 18. Juli 1935 in Cluj; † 1959) war eine rumänische Kunstturnerin.
Sie turnte beim AS Energia und beim CS Dinamo Bukarest. 1954 wurde sie erstmals in die Nationalmannschaft berufen.
1956 nahm Săcălici an den Olympischen Spielen in Melbourne teil. Mit ihren Dinamo-Mannschaftskolleginnen Georgeta Hurmuzachi und Emilia Vătășoiu sowie Sonia Iovan, Elena Leuștean und Elena Mărgărit gewann sie Bronze hinter der Sowjetunion und Ungarn und damit die erste Turn-Mehrkampf-Mannschaftsmedaille für Rumänien überhaupt. Außerdem erreichte Săcălici Platz fünf in der Gruppengymnastik und Platz 30 im Einzel-Mehrkampf.
Bei den Turn-Weltmeisterschaften 1958 gewann Săcălici mit der rumänischen Mannschaft hinter der Sowjetunion und der Tschechoslowakei die Bronzemedaille. Im Einzel-Mehrkampf wurde sie als beste Rumänin Neunte.
1959 starb Elena Săcălici im Alter von nur 24 Jahren.